# Dragutin Feletar
Dragutin Feletar (Veliki Otok, općina Legrad, 10. srpnja 1941. – Koprivnica, 21. lipnja 2023.), hrvatski geograf, sveučilišni profesor, novinar, kulturni djelatnik i publicist, akademik HAZU. U znanstvenomu radu istaknuo se u područjima industrijske, ekonomske i demogeografije, a u novinarskomo-publicističkome u pisanju više monografija vezanih uz Podravinu i Međimurje.

## Životopis
Rođen je 1941. u Velikome Otoku. Gimnaziju završio u Varaždinu. Godine 1960. upisuje studij na Geografskomu odsjeku Prirodoslovno-matematičkog fakulteta Sveučilišta u Zagrebu, gdje je pod mentorskim vodstvom akademika Josipa Roglića diplomirao temom Industrija Međimurja (1965.).
Radio je kao učitelj u osnovnoj školi, kao novinar i u kulturi. 
Na istomu odsjeku gore navedenog fakulteta 1973. magistrira temom Podravina – geografsko-povijesna studija. Disertaciju Industrija u ekonomsko-geografskoj strukturi Podravine obranio je 1982. pod mentorskim vodstvom dr. sc. Veljka Roglića. Početkom 1983. zapošljava se kao asistent na svojoj alma mater, Geografskomu odsjeku PMF-a, gdje ostaje do umirovljenja 2007. godine postigavši sve sveučilišne stupnjeve. Bio je dekan PMF-a, član Senata i Rektorskog kolegija Sveučilišta u Zagrebu, predsjednik Saveza geografskih društava Hrvatske i urednik časopisa Geografski glasnik. Na Geografskome odsjeku razvio je kolegije: Industrijska geografija, Geografske osnove statistike, Uvod u geografiju, Geografija Afrike i Industrija u prostornom planiranju. Bio je gostujući profesor na sveučilištima u Budimpešti, Pečuhu, Lođu, Ostravi, Göttingenu i Münchenu. Bio je aktivni sudionik na brojnim znanstvenim skupovima u inozemstvu. Osim geografije i demografije, njegov je znanstveni interes ekonomska i kulturna povijest. Objavljeno mu je 66 znanstvenih radova u domaćim i inozemnim časopisima. Autor je ili suautor više knjiga, od kojih su neke kapitalne za hrvatski zemljopis i povijest. Dosad je objavio 23 znanstvene knjige, 46 stručnih knjiga i 22 udžbenika iz zemljopisa za osnovne i srednje škole. Među rezultate Feletarova znanstvenog rada spadaju: prinosi hrvatskoj ekonomskoj i industrijskoj geografiji; prinosi hrvatskoj historijskoj geografiji i povijesti poduzetništva; prinosi zavičajnoj  (regionalnoj)  historijskoj geografiji i ekogeografiji, prinosi hrvatskoj kulturnoj povijesti i popularizaciji znanosti i dr. Feletarova knjiga Industrija u ekonomsko-geografskoj strukturi Podravine (1984.) metodološka je osnovica za primjenu industrijske geografije i razvoj povijesti poduzetništva, dok je dio znanstvenih istraživanja iz industrijske i ekonomske geografije sažeo u posebnom djelu pod naslovom Studije i radovi o Podravini (1982.). Radi utjecaja i međuodnosa razvoja strukture stanovništva i ekonomskih procesa u zemljopisnom prostoru, Feletar je razvio i metode dijela demogeografije, posebno na području međuodnosa prirodno-zemljopisnih i demogeografskih procesa, kojima se osobito koristio u primjeni na primjeru zavičajne (regionalne) geografije i ekonomske povijesti.
Pokrenuo je i uređivao niz časopisa od kojih je široj javnosti najpoznatiji časopis  Meridijani, čiji je izdavač zajedno s kćeri Petrom. Objavio je tri pjesničke zbirke i knjigu putopisa. Osim knjige Podravina (1973. i 1988.) i djela o nizu poduzeća, autor je više knjiga vezanih uz pojedina naselja u Podravini i Međimurju, npr. Legrad'(' 1971.),, Povijest Kuzminca (1992.), Povijest Kunovca (1993.), Prelog - izabrane teme (1995.), Virovitica - izabrane teme (1996.), Koprivnica - izabrane teme (1997.), Povijest Torčeca (2000.), Općina Novigrad Podravski (2001.), Općina Donja Dubrava (2008.), Virovitica - tradicija i suvremenost (2008.) itd.
Godine 2006. izabran je za člana suradnika HAZU-a. Od 2016. godine redoviti je član HAZU. Od 2006. do 2011. godine obnašao je dužnost velikoga meštra Družbe "Braća Hrvatskoga Zmaja", gdje nosi i naziv zmaj velikootočki.

## Nagrade
Dobitnik je državne nagrade za popularizaciju znanosti, nagrade za životno djelo Koprivničko križevačke županije  (2002.), nagradu za životno djelo Grada Koprivnice (2005.), Medalju grada Koprivnice te još nekoliko javnih priznanja i nagrada.
2018. godine proglašen je počasnim građaninom rodnog mjesta Donje Dubrave. 

## Vanjske poveznice
- Popis znanstvenih i stručnih radova  Arhivirana inačica izvorne stranice od 17. veljače 2021. (Wayback Machine) Dragutina Feletara na Hrčku
- Postoji li uopće Balkanski poluotok? Meridijani, svibanj 2015.